# Oxacis taeniata
Oxacis taeniata là một loài bọ cánh cứng trong họ Oedemeridae. Loài này được LeConte miêu tả khoa học năm 1854.